# Franz Ernst Brückmann
Franz Ernst Brückmann (* 27 de septiembre de 1697 en Marienthal bei Helmstedt - † 21 de marzo de 1753 en Wolfenbüttel) fue un médico alemán.
Franz Ernst Brückmann, fue hijo de Amtmanns, estudió medicina en Jena donde consiguió su doctorado en 1721. 
Tras un viaje a Hungría en 1727 trabajó en la Deutsche Akademie der Naturforscher Leopoldina y dos años después en la academia prusiana de ciencias naturales en Berlín.
Es conocido por haber escrito una obra teatral que menciona la Braunschweiger Mumme, esta obra hizo que esta bebida fuera muy popular. 

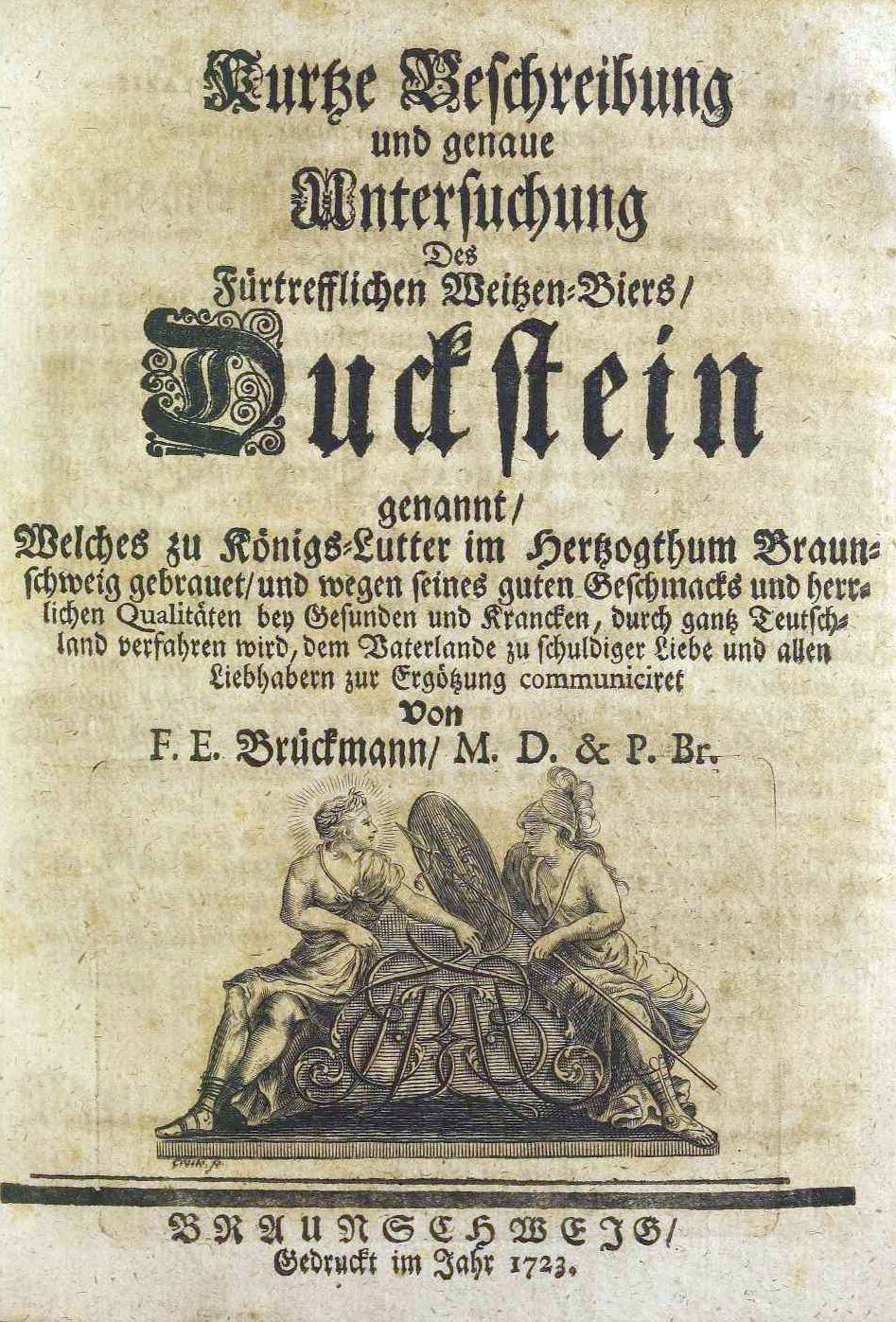
Kurtze Beschreibung und genaue Untersuchung des fürtrefflichen Weitzen-Biers Duckstein genannt, 1723